# Blas Cantó
Blas Cantó Moreno (Ricote, Múrcia; 26 de outubro de 1991) é um cantor espanhol conhecido por ser um antigo integrante da banda «Auryn» e o vencedor da 5.ª edição da versão espanhola do concurso A Tua Cara Não Me é Estranha. Foi escolhido por seleção interna para ser o representante de Espanha no Festival Eurovisão da Canção 2020 em Roterdão, nos Países Baixos com a música «Universo», mas o concurso desse ano acabou sendo cancelado devido à pandemia de COVID-19. Finalmente acabou por ser escolhido pela RTVE como o representante espanhol da edição de 2021 com a música «Voy a Quedarme».

## Biografia
Blas teve seus inícios no ano 2000 em diversos concursos infantis da sua comunidade autónoma. Em 2004 participou no «Eurojunior» da RTVE para escolher o representante de Espanha no Festival Eurovisão da Canção Júnior 2004, onde ficou em 2.º lugar.
Em 2009 formou parte da banda «Auryn» junto a Daniel Fernández, David Lafuente, Álvaro Gango e Carlos Marco. Com aquela banda, Blas conquistou vários prémios, dentre eles um LOS40 Music Awards e um MTV Europe Music Awards.
Em 2016, após de sua saída da banda, Blas foi para a versão espanhola de A Tua Cara Não Me é Estranha da Antena 3, onde sagrou-se vencedor da 5.ª edição.
A 5 de outubro de 2019, anunciou-se no telejornal da Televisão Espanhola que Blas Cantó seria o representante de Espanha no Festival Eurovisão da Canção 2020, que iria decorrer em maio daquele ano na cidade de Roterdão, nos Países Baixos, com a música Universo, que foi lançada a 30 de janeiro de 2020. O videoclipe da canção foi gravado em Tenerife e Lanzarote.
A 20 de fevereiro de 2021, Blas participou dum programa na RTVE, onde o público teria de escolher entre duas canções: «Memoria» ou «Voy a Quedarme», e a vencedora seria a música com a qual Espanha iria à Eurovisão de 2021. Com 58% dos votos, a canção selecionada foi «Voy a Quedarme».
Composta por Cantó, Leroy Sanchez, Daniel Ortega 'Dangelo' e Dan Hammond, «Voy a Quedarme» foi inspirada por duas perdas familiares na vida de Blas: seu pai e sua avó, ambos falecidos em 2020. Em entrevista que concedeu à RTVE, Cantó falou dos sentimentos que procurou despertar por sua música: "Não é uma canção triste. É uma canção que te ajuda a encarar perdas de um modo positivo, convertendo a ausência em presença." A 22 de maio de 2021, Blas enfim a interpretou na grande final do Festival Eurovisão da Canção 2021, em Roterdão. A Espanha terminou no 24º lugar dentre 26 países participantes, com 6 pontos (6 do júri e 0 do televoto).

## Discografia

### Álbuns
| Ano  | Título     | Promusicae |
| ---- | ---------- | ---------- |
| 2018 | Complicado | 1          |

### Singles

#### Principais
| Ano  | Título                            | Promusicae | Certificação | Álbum                  |
| ---- | --------------------------------- | ---------- | ------------ | ---------------------- |
| 2017 | «In Your Bed»                     | 57         |              | Complicado             |
| 2017 | «Drunk and Irresponsible»         |            |              | Complicado             |
| 2018 | «Él no soy yo»                    | 35         | 1x Platino   | Complicado             |
| 2018 | «No volveré (a seguir tus pasos)» | 7          |              | Complicado             |
| 2019 | «Si te vas»                       | 9          |              | Complicados (reedição) |
| 2020 | «Universo»                        | 5          |              |                        |
| 2021 | «Memoria»                         |            |              |                        |
| 2021 | «Voy a Quedarme»                  |            |              |                        |

#### Colaborações
| Ano  | Título   | Colaboração   | Promusicae | Certificação | Álbum  |
| ---- | -------- | ------------- | ---------- | ------------ | ------ |
| 2020 | «Mi luz» | Pastora Soler |            |              | Sentir |
| 2021 | «Cúrame» | Nia Correia   |            |              |        |